# Buggiano
Buggiano és un municipi (comune) italià de la província de Pistoia dins la Toscana que es troba a uns 45 km de Florència i a uns 15 km de Pistoia.

## Personalitats
- Vasco Ferretti (escriptor)